# Sonate K. 439
La sonate K. 439 (F.385/L.47) en si bémol majeur est une œuvre pour clavier du compositeur italien Domenico Scarlatti.

## Présentation
La sonate K. 439, en si bémol majeur, forme une paire avec la sonate suivante. La première est un prélude, notée Moderato, qui appartient aux mouvements cantabile (plus lents) de Scarlatti ; la seconde est un menuet. « Les deux pièces sont riches et pleines de charme ».
La K. 439 est composée de nombreuses séquences à la fois courtes, denses et variées. C'est « une œuvre ambivalente et fascinante ». Dans la seconde section, figure à la main gauche un arpège dramatique, plongeant de trois octaves (mesures 60–62), sur un trille à la main droite, comme pour compenser le manque d'arpèges attendus dans la version transposée du second thème, présenté juste avant (mesures 57 et 58). Un matériau identique, d'arpèges plongeants, apparaît dans la sonate K. 332. W. Dean Sutcliffe considère le passage des mesures 47 à 51 comme « peut-être le point culminant le plus chargé émotionnellement de toutes les sonates ».

## Manuscrits
Le manuscrit principal est le numéro 22 du volume X (Ms. 9781) de Venise (1755), copié pour Maria Barbara ; les autres sont Parme XII 10 (Ms. A. G. 31417), Münster III 65 (Sant Hs 3966) et Vienne F 13 (VII
28011 F).

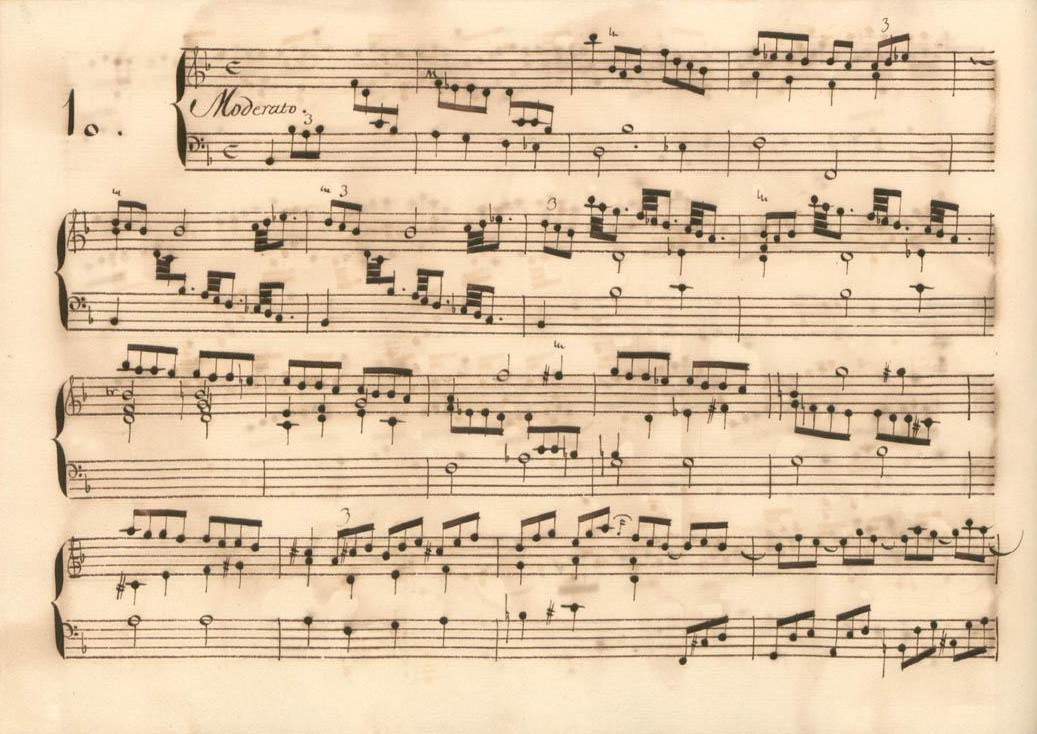
Parme XII 10.
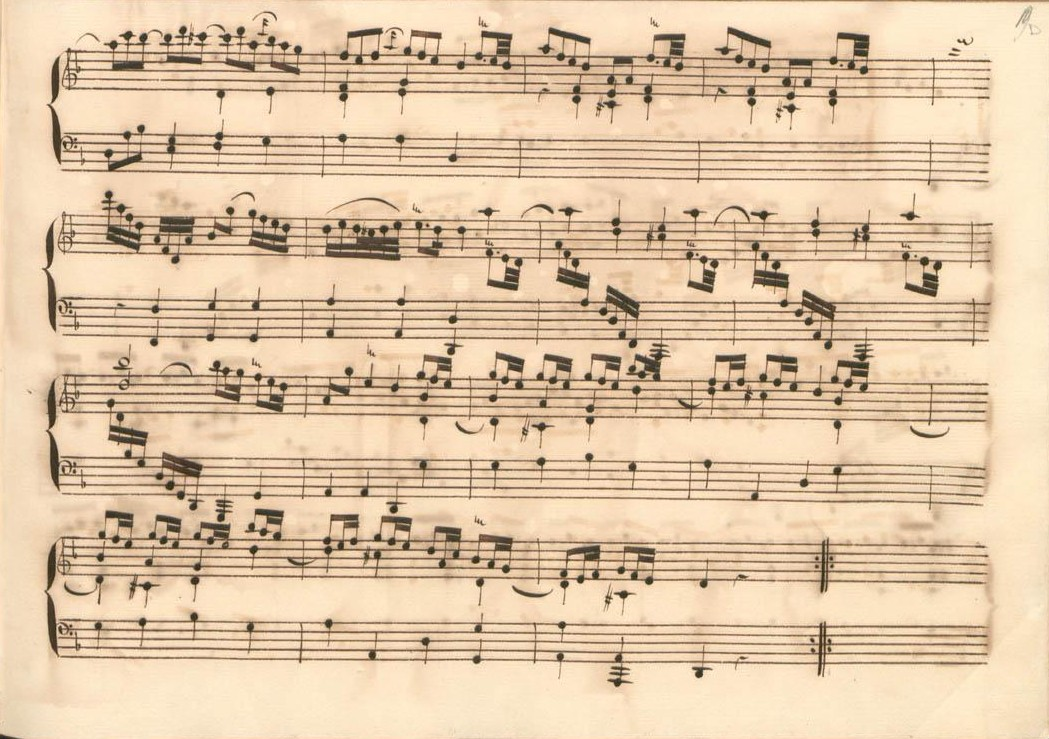
Parme XII 10 (fin de la première section).
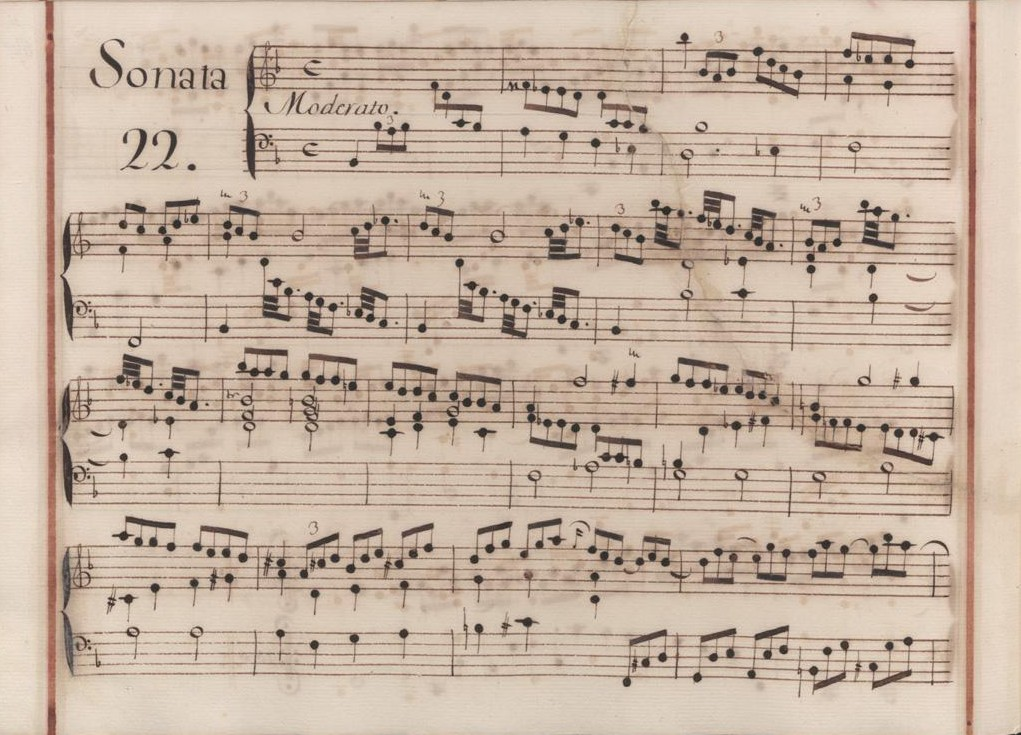
Venise X 22.
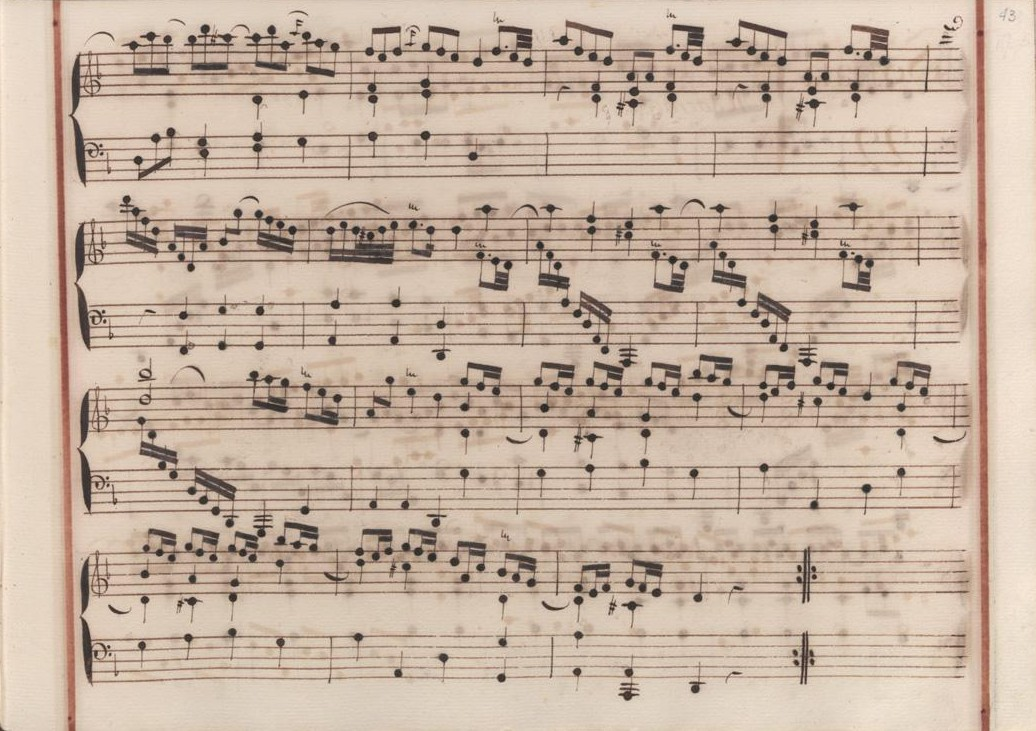
Venise X 22 (fin de la première section).

## Interprètes
La sonate K. 439 est défendue au piano notamment par Maurizio Baglini (2014, Decca) et Carlo Grante (2016, Music & Arts, vol. 5) ; au clavecin par Scott Ross (1985, Erato), Richard Lester, clavecin et piano-forte (2003, Nimbus, vol. 4) et Pieter-Jan Belder (Brilliant Classics, vol. 10). Marco Farolfi (2001, Amadeus) l'interprète au piano-forte.

## Sources
: document utilisé comme source pour la rédaction de cet article.
- Ralph Kirkpatrick (trad. de l'anglais par Dennis Collins), Domenico Scarlatti, Paris, Lattès, coll. « Musique et Musiciens », 1982 (1re éd. 1953 (en)), 493 p. (ISBN 978-2-7096-0118-4, OCLC 954954205, BNF 34689181).
- Alain de Chambure, « Domenico Scarlatti : Intégrale des sonates — Scott Ross », Erato (2564-62092-2), 1985 (OCLC 891183737) .
- (en) W. Dean Sutcliffe, The Keyboard Sonatas of Domenico Scarlatti and Eighteenth-Century Musical Style, Cambridge / New York, Cambridge University Press, 2008, xi-400 (ISBN 978-0-521-07122-2, OCLC 1005658462, BNF 42017486).